# Croissy-sur-Celle
Croissy-sur-Celle település Franciaországban, Oise megyében. Lakosainak száma 234 fő (2022. január 1.). Croissy-sur-Celle Blancfossé, Bonneuil-les-Eaux, Fontaine-Bonneleau, Gouy-les-Groseillers, Lavacquerie, Belleuse, Monsures és Rogy községekkel határos.

## Népesség
A település népességének változása:
| Lakosok száma | 305  | 280  | 269  | 266  | 261  | 256  | 248  | 241  | 234  |
|               | 2013 | 2015 | 2016 | 2017 | 2018 | 2019 | 2020 | 2021 | 2022 |